# Glicerato chinasi
La glicerato chinasi è un enzima, appartenente alla classe delle transferasi, che catalizza la seguente reazione:
ATP + D-glicerato = ADP + 3-fosfo-D-glicerato
L'enzima è una fosfotransferasi che consente il trasferimento di un gruppo fosfato dall'ATP alla funzione alcolica terminale del glicerato. Esistono tre classi filogeneticamente distinte di glicerato chinasi, e soltanto la classe III è in grado di produrre 3-fosfo-D-glicerato, mentre le classi I e II producono il 2-fosfo-D-glicerato.
La glicerato chinasi interviene in tre vie metaboliche riguardanti rispettivamente il metabolismo degli amminoacidi glicina, serina, e treonina, il metabolismo dei glicerolipidi, e il metabolismo del gliossilato e dicarbossilato. Questo enzima è indispensabile per la fotorespirazione delle piante, catalizzando lo stadio finale che porta al riciclo del glicolato.
Negli esseri umani, nel 1974 è stata descritta per la prima volta una forma di aciduria dovuta a un eccesso di acido D-glicerico presente nelle urine e legata a una malattia metabolica rara, causata dalla carenza di glicerato chinasi, che provoca sintomi neurologici.